# Poluição sonora
A poluição sonora refere-se aos sons em determinado volume que superam os níveis considerados normais para os seres humanos, podendo prejudicar sua audição. Diferentemente de outros tipos de poluição, a poluição sonora não deixa resíduo, possui um menor raio de ação, não é transportada através de fontes naturais e é percebida somente por um sentido: a  audição. Tudo isso faz com que muitos subestimem seus efeitos, ainda que ela possa trazer graves danos à saúde humana e de outros animais. Tais danos à saúde ocorrem mesmo que o indivíduo não tenha consciência disso, ou acredite não ser afetado.
Dessa forma, há parâmetros de análise para esse tipo de poluição, como a medição do volume do som, ou seja, do seu nível de pressão sonora. Outras formas de verificar esse tipo de poluição é tomar como base, por exemplo, o impacto dos ruídos dos motores de embarcações na comunicação de cetáceos, o estouro de rojões para animais como bovinos, cães e gatos ou mesmo a interferência de ruídos urbanos da comunicação das aves.

## Definição
O som é definido como a compressão mecânica ou onda mecânica que se propaga de forma circuncêntrica em meios que tenham massa e elasticidade sejam eles sólidos, líquidos ou gasosos. Sons de qualquer natureza podem se tornar prejudiciais à saúde ou mesmo insuportáveis quando emitidos em grande volume, e, nesses casos, diz-se que determinado som possui elevada intensidade. O termo ruído, por sua vez, pode ser utilizado em vários contextos. É algo inoportuno, indesejável, que pode prejudicar a percepção de um sinal ou gerar desconforto. Trata-se de um atributo qualitativo, não quantitativo. Quantitativamente mede-se, no caso de um determinado som, o seu nível de pressão sonora.
Fala-se de ruído na comunicação quando existe qualquer fator externo à fonte emissora e receptora que prejudique a compreensão de uma mensagem. Quando se faz referência a um fator interferente sonoro, o termo barulho é mais adequado. A sensibilidade a sons intensos pode variar de pessoa para pessoa. O ruído sonoro, em geral, é o som prejudicial à comunicação. Pode ser constituído por grande número de vibrações acústicas com relações de amplitude e fase muito altas, o que torna o seu nível de pressão sonora bastante elevado, prejudicando assim os seres vivos, em geral.
A perda da audição é o efeito mais frequentemente associado a qualquer som, seja ele ruidoso ou não, musical ou não, que possua níveis elevados de pressão sonora, ou seja, que ultrapasse os limites de tolerância cientificamente já estabelecidos para o ouvido humano, para a maioria das pessoas. Esses limites de tolerância estão demonstrados em diversas tabelas que relacionam os níveis de pressão sonora e o tempo de exposição, onde, sendo ultrapassado, poderá acarretar lesões auditivas, como determina a Associação Brasileira de Normas Técnicas – ABNT e o Instituto Nacional de Metrologia, Qualidade e Tecnologia – INMETRO.
Entende-se por exposição o contacto da audição do indivíduo, de forma desprotegida, a determinados níveis de pressão sonora por tempo e dose suficientes para provocar a lesão auditiva (quando são ultrapassados os limites de tolerância estabelecidos). Entende-se que alguém que esteja protegido, usando protetores auditivos corretamente dimensionados ao risco auditivo, não estará em exposição ao agente agressor (no máximo estará em risco de exposição).
Esta situação está presente em várias atividades da vida diária em que há contacto com sons intensos de forma desprotegida, seja voluntária (ex.: uso de equipamentos de música amplificada) ou involuntária (ex.: ruído ambiental).
Tecnicamente, não só o ruído como qualquer som (que tenha significado, mensagem ou não) possui uma determinável quantidade de energia que pode ser proveniente de processos ou atividades. Essa energia se propaga pelo ambiente em forma de ondas, desde a fonte produtora até o ouvido do receptor, em velocidade determinável e variando sua intensidade e pressão dependendo da distância e do meio físico.

## Danos à saúde
A poluição sonora atrapalha diferentes atividades humanas, e independentemente dos níveis sonoros serem potencialmente agressores aos ouvidos, a poluição sonora pode, em alguns indivíduos, causar estresse, e com isto, interferir na comunicação oral, base da convivência humana. Além disso, também pode perturbar o sono, o descanso e o relaxamento, impedir a concentração e aprendizagem, e o que é considerado mais grave: criar estado de cansaço e tensão que podem afetar significativamente o sistema nervoso e cardiovascular. Há vários tipos de ruídos e sons não ruidosos potencialmente agressivos para o órgão auditivo, como o trânsito de veículos, atividades domésticas e públicas e o ruído industrial.
A poluição sonora frequente pode causar danos à saúde humana mesmo a partir de níveis de ruídos baixos. Já em 1910 Robert Koch profetizou: "Um dia a humanidade terá que lutar contra a poluição sonora, assim como contra a cólera e a peste". O ponto principal de ataque da poluição sonora não é o aparelho auditivo, mas sim o sistema endócrino, especialmente as glândulas que produzem o cortisol e outros corticosteróides. Desta maneira, níveis de ruído a partir de 45 dB podem ser nocivos à saúde humana, quando a diferença de medição for maior que 3 dB do nível de ruído de fundo. Já a partir de 55 dB pode-se considerar uma fonte sonora como incómodo.
Se este nível de ruído permanecer por um período de tempo longo, a produção pessoal pode cair e a sensação de mal-estar de quem está submetido a esta fonte sonora pode aumentar enormemente. Emissões sonoras entre 60 a 75 dB produzem stress físico. Este tipo de poluição sonora pode determinar uma hipertonia arterial (aumento da pressão sanguínea) e provocar doenças circulatórias, como o enfarte do miocárdio (ataque do coração) e até mesmo serem a causa de úlceras estomacais.

## Legislação no Brasil

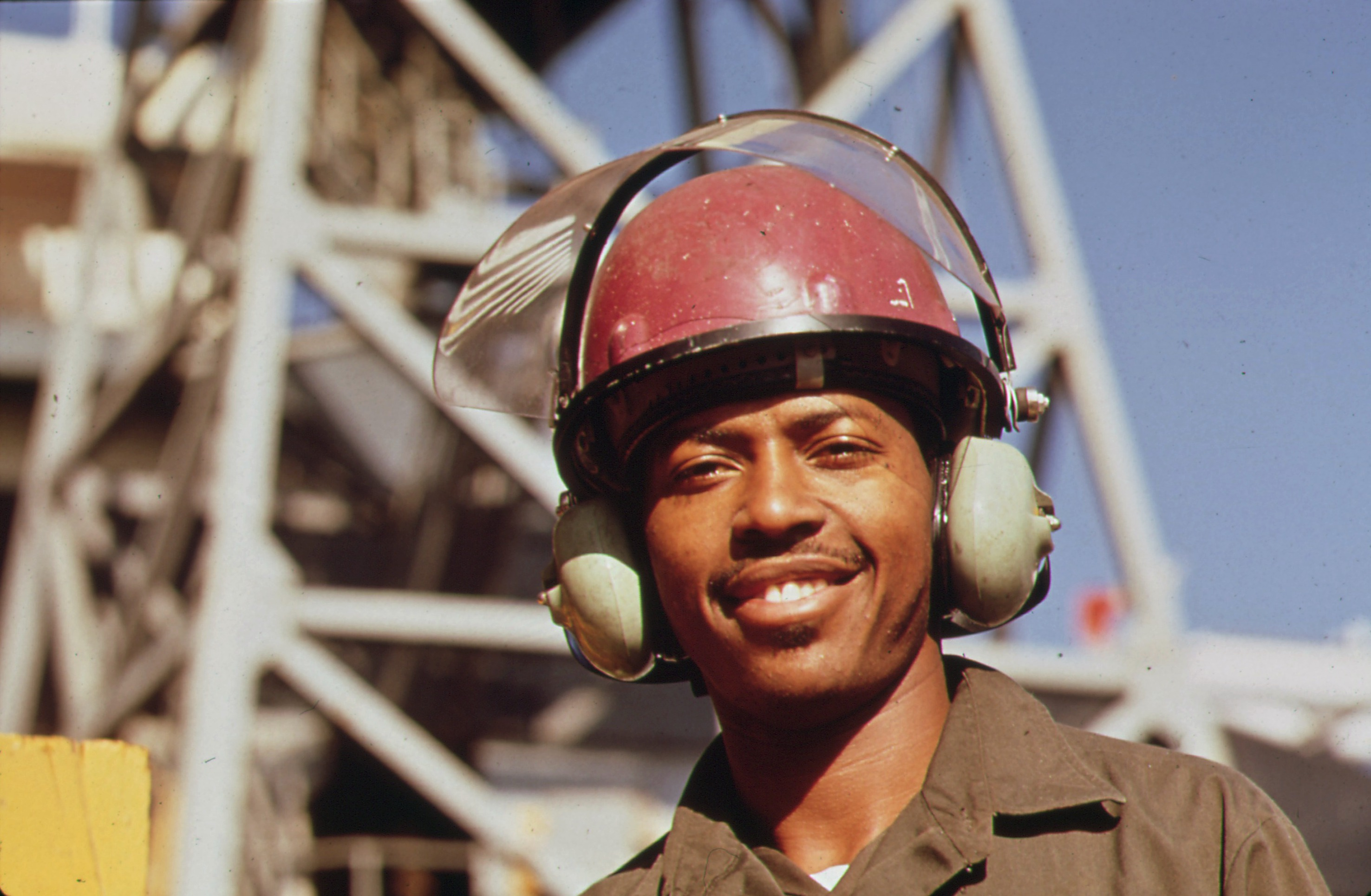
Trabalhador utilizando EPI

No Brasil, a legislação acerca da Poluição Sonora baseia-se com o artigo 225 da Constituição Federal de 1988, que garante direito a um meio ambiente equilibrado e saudável, incluindo um ambiente saudável do ponto de vista sonoro, cabendo ao Poder Público e à publicação o poder de preservá-lo.
Ademais, a Política Nacional do Meio Ambiente (lei nº 6.938/1981) apresenta uma definição de poluição geral no qual a sonora é inclusa, concedendo ao Conselho Nacional do Meio Ambiente - CONAMA o poder de deliberar sobre o tema em âmbito nacional. As normas CONAMA 001/1990 dispõe e analisa acerca da emissão de ruídos em comércios, indústrias e sociais, determinando padrões e critérios; CONAMA 002/1990 que institui o Programa Silêncio, sob coordenação do Instituto Brasileiro do Meio Ambiente e Recursos Naturais Renováveis - IBAMA, que visa controlar o ruído excessivo que possa danificar e interferir a saúde e qualidade de vida humana; CONAMA 20/1994 que instituiu o Selo Ruído para eletrodomésticos que geram ruídos como forma de aviso da poluição sonora, ficando a cargo da fabricante realizar os testos e submeter ao IBAMA o pedido do selo.
Fora isso, a Associação Brasileira de Normas Técnicas publicou duas normas sobre poluição sonora, sendo elas: 10.151, que normaliza o conforto acústico em áreas habitadas, e a norma 10.152, acerca dos níveis sonoros em ambientes internos de acordo com suas finalidades.
Inclui-se também o Decreto número 99.274/90.

## Prevenção
A principal medida para se prevenir dos efeitos da poluição sonora se configura, num primeiro momento, na imediata redução do ruído e demais sons poluentes na fonte emissora. Pode-se ainda utilizar equipamentos de isolamento acústico, reduzir do período de exposição e, quando isso não for possível, neutralizar do risco pelo uso de proteção adequada (em geral, com o uso de protetores auriculares) A longo prazo, a principal medida é a educação da população, a fim de que todos possam ter ciência dos danos gerados pela vida em uma sociedade onde o barulho é gerado indiscriminadamente, e saber quais medidas podem ser aplicadas para prevenção de futuros problemas de saúde. No caso de bares, shows e festas, por exemplo, caberia manter o som em um volume adequado.